# Drum național 59
Der Drum național 59 (rumänisch für „Nationalstraße 59“, kurz DN59) ist eine Hauptstraße in Rumänien. 

## Verlauf
Die Straße, die zugleich einen Teil der Europastraße 70 bildet, zweigt in Timișoara (Temeschburg) vom Drum național 6 nach Süden ab und verläuft über Jebel und Voiteg, wo der Drum național 58B nach Reșița (Reschitza) abzweigt, und Deta, wo der Drum național 59B Westen seinen Ausgang nimmt, nach Moravița. Dort nimmt sie den Drum național 57 auf. Kurz hinter Moravița überschreitet sie die rumänisch-serbische Grenze. In Serbien bildet die Bundesstraße 10 nach Vršac (Werschetz) ihre Fortsetzung. 
Die Länge der Straße beträgt rund 63,5 Kilometer.